# خولیو بایون
خولیو بایون (اسپانیایی: Julio Bayón‎؛ زادهٔ ۲۴ نوامبر ۱۹۷۵) بازیکن فوتبال اهل آرژانتین است.

## باشگاهی
از باشگاه‌هایی که در آن بازی کرده‌است می‌توان به باشگاه فوتبال روساریو سنترال و باشگاه فوتبال ال پورونیر اشاره کرد.